# Lisjön, Västmanland
Lisjön är en sjö i Sala kommun i Västmanland och ingår i Norrströms huvudavrinningsområde.